# 內灣戲院

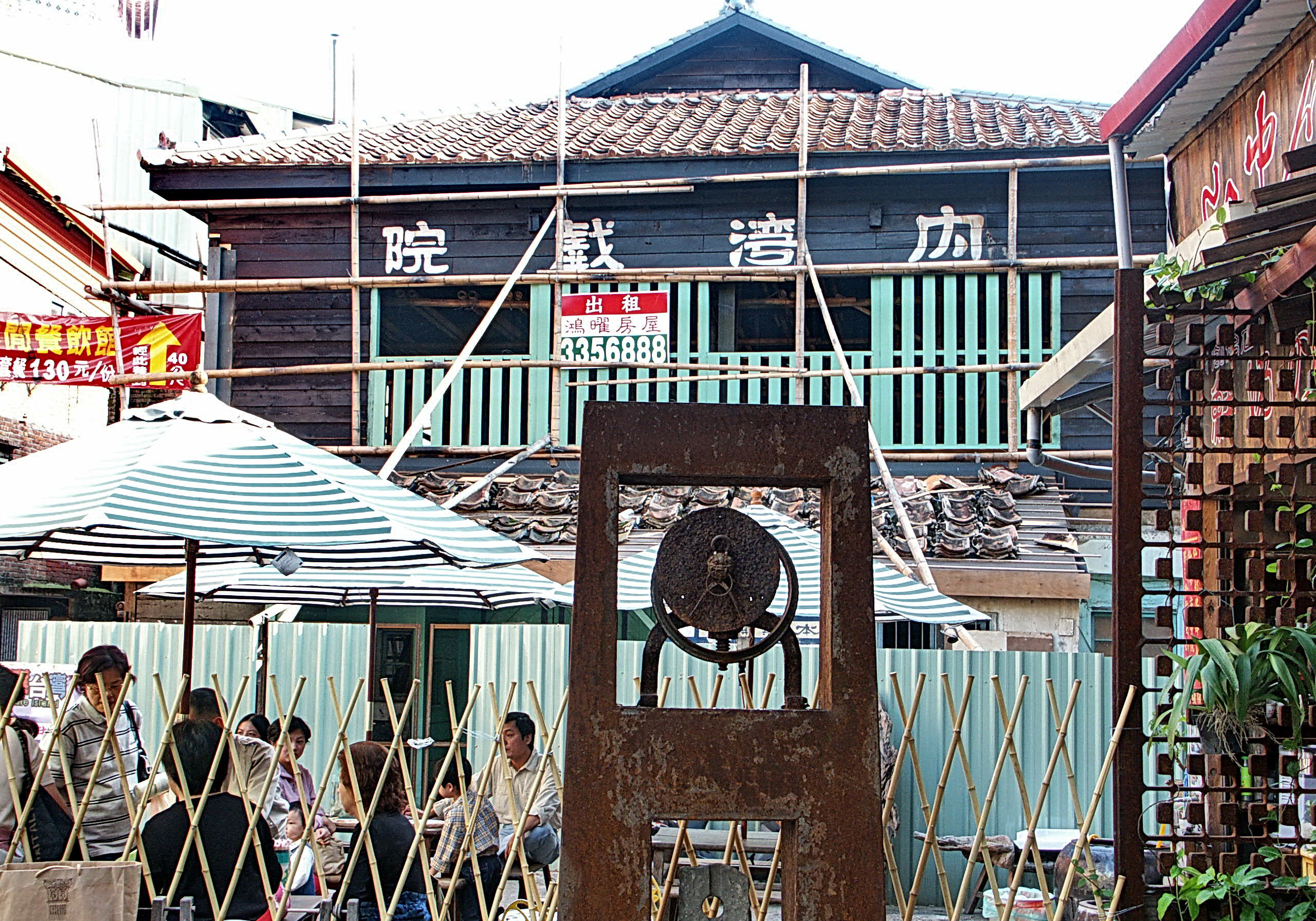
內灣戲院

內灣戲院位於臺灣新竹縣橫山鄉內灣村的內灣老街，過去是上演戲劇或放映電影的戲院，後來建築物曾作為餐廳使用。
該建物在2001年時被票選為臺灣歷史建築百景的第89名。

## 沿革
內灣戲院的創辦人楊盛泉基於當地山林礦場工人的休閒需求，規劃興建內灣戲院。他在民國39年（1950年）前往橫山鄉九讚頭的同榮戲院參觀，後來經同榮戲院創建者吳土旺的轉介委託竹東的師傅范進發設計，並參考同榮戲院的格局建起內灣戲院。
內灣戲院所在地原是楊盛泉山場的「料坪」，佔地有150坪，有500個座位。戲院於民國43年（1954年）9月18日開幕後，上演過客家採茶戲、歌仔戲、布袋戲，也會放映電影。因應時代潮流，也曾有歌舞伎、馬戲團表演。有時戲院也會出租給外人舉辦各種宴會或舉辦活動。
但後來因為內灣的重要產業煤礦、林業先後停止運作，工人離開內灣，加上電影業的蕭條等因素，內灣戲院最後在民國75年（1986年）結束營業。

### 建物再利用
內灣戲院曾成為許多電影、電視劇取景的場所，在戲院歇業前就有侯孝賢《在那河畔青草青》（1982年）和王童《策馬入林》（1984年）到此取景。歇業後，則有侯孝賢《戀戀風塵》（1986年）、柯一正《我們都是這樣長大的》（1986年）、台視《意難忘》（1992年）、吳念真《多桑》（1994年）等作來到內灣戲院取景。
1995年臺灣舉辦的「全國文藝季」中，新竹縣以「內灣線的故事」為主題，在內灣戲院舉行電影欣賞與座談活動。

### 保存危機
民國90年（2001年），因為楊家經商失利，內灣戲院遭到法院拍賣。創建者楊盛泉的外孫女黃昭智為了將戲院保存下來，舉債500多萬將戲院從法院搶標回來。
而後在民國91年（2002年）時，有地主控告內灣戲院佔用土地，而後在民國94年（2005年）1月簡易法庭判決內灣戲院所有人應拆屋還地。但據受託鑑定的建築師林志成的說法，如拆除佔用土地的地上物，整座內灣戲院恐會倒塌。之後在相關單位、文化團與當地居民的協助下，民國96年（2007年）2月雙方在新竹地方法院達成協議，由戲院所有權人黃昭智向地主曾彩保以每坪10.5萬買下土地，共耗資245萬元。

### 整修與之後利用
在內灣戲院的土地佔用訴訟期間，因為戲院結構老舊，黃昭智在民國91年（2002年）6月時請建築師林志成整修內灣戲院，約耗資1千多萬。之後內灣戲院在民國92年（2003年）出租給鄭慶成成立「內灣戲院人文客家菜館」。
民國107年（2018），因為木結構有蟲蛀等問題，「內灣戲院人文客家菜館」經營到該年2月28日後歇業進行整修。整修後，內灣戲院改由范姓業者經營餐廳，但後來由於Covid-19疫情影響觀光，且後來更因為防疫禁止餐廳內用，影響餐廳收入，范姓業者遂在2021年6月時決定歇業。